# Alexandra Stan
Alexandra Ioana Stan, née le 10 juin 1989 à Constanța en Roumanie, est une auteure-compositrice et chanteuse roumaine.
Découverte par le grand public en 2010 avec son single Mr. Saxobeat, la chanteuse sort son premier album studio, Saxobeats, en 2011 et la réédition de celui-ci, Cliché (Hush Hush), en 2013. Son second album studio, Unlocked, paraît en 2014 et son troisième, intitulé Alesta, sort en 2016. Elle enregistre le 25 avril 2018 son quatrième album studio, Mami à Los Angeles, aux États-Unis. 
Ayant reçu de nombreux prix aux European Border Breakers Awards, Japan Gold Disc Awards, Romanian Music Awards, et aux MTV Europe Music Awards, Stan est souvent considérée comme l'une des plus célèbres artistes roumaines. Elle fait partie de cette vague d'artistes roumains mis au jour dans les années 2000, à l'image d'Akcent, d'Inna ou encore d'Edward Maya.

## Biographie

### Jeunesse
Alexandra Loana Stan, est née le 10 juin 1989 dans la ville de Constanța, Roumanie. Elle a une sœur, Andreea Stan. Sa mère Daniela Stan a travaillé comme vendeuse et son père George Stan a été embauché comme gardien de nuit. Dès son plus jeune âge, Stan a montré un intérêt pour la  musique et se destine rapidement à une carrière de chanteuse, alors qu'elle étudie au collège Traian, et le management à l'Université Andrei Șaguna par la suite.

### Carrière

#### 2009-2013: Débuts en Roumanie,SaxobeatsetCliché (Hush Hush)
À l'âge de quinze ans, elle est invitée pour la première fois à chanter lors d'une émission télévisée, et participe ensuite à de nombreux concours de chants, comme le Mamaia Music Festival, en 2009, alors que la jeune femme est âgée de vingt ans. C'est la même année qu'Alexandra Stan est découverte par les producteurs et paroliers Marcel Prodan et Andrei Nemirschi, dans un bar à karaoké. Les deux hommes lui offrent un contrat pour la signer sur leur label, Maan Records. Dès lors, Alexandra Stan enregistre son premier titre, intitulé Show Me the Way, qui sort comme single promotionnel en Roumanie. C'est son single suivant, Lollipop (Param Pam Pam), qui lui permet d'être réellement connue dans son pays natal.

En 2010, la popularité d'Alexandra Stan éclate dans le monde entier grâce à son single Mr. Saxobeat, second extrait de son premier album studio. Commençant par se classer premier du Romanian Top 100 pendant huit semaines consécutives, le titre est également un succès commercial dans huit autres pays, rentrant dans le top 5 en France, Espagne, Italie, et Belgique, et se classant premier dans de nombreux classements musicaux d'Amérique du Nord. Le single se vend finalement à près d'un million de copies en moins d'un an[réf. souhaitée]. Aux Romanian Music Awards de la même année, le single se voit remporter de nombreux prix[réf. souhaitée]. Alexandra Stan gagne également le prix du Best Romanian Act, et est nommée pour le Best European Act aux MTV Europe Music Awards de 2011. 

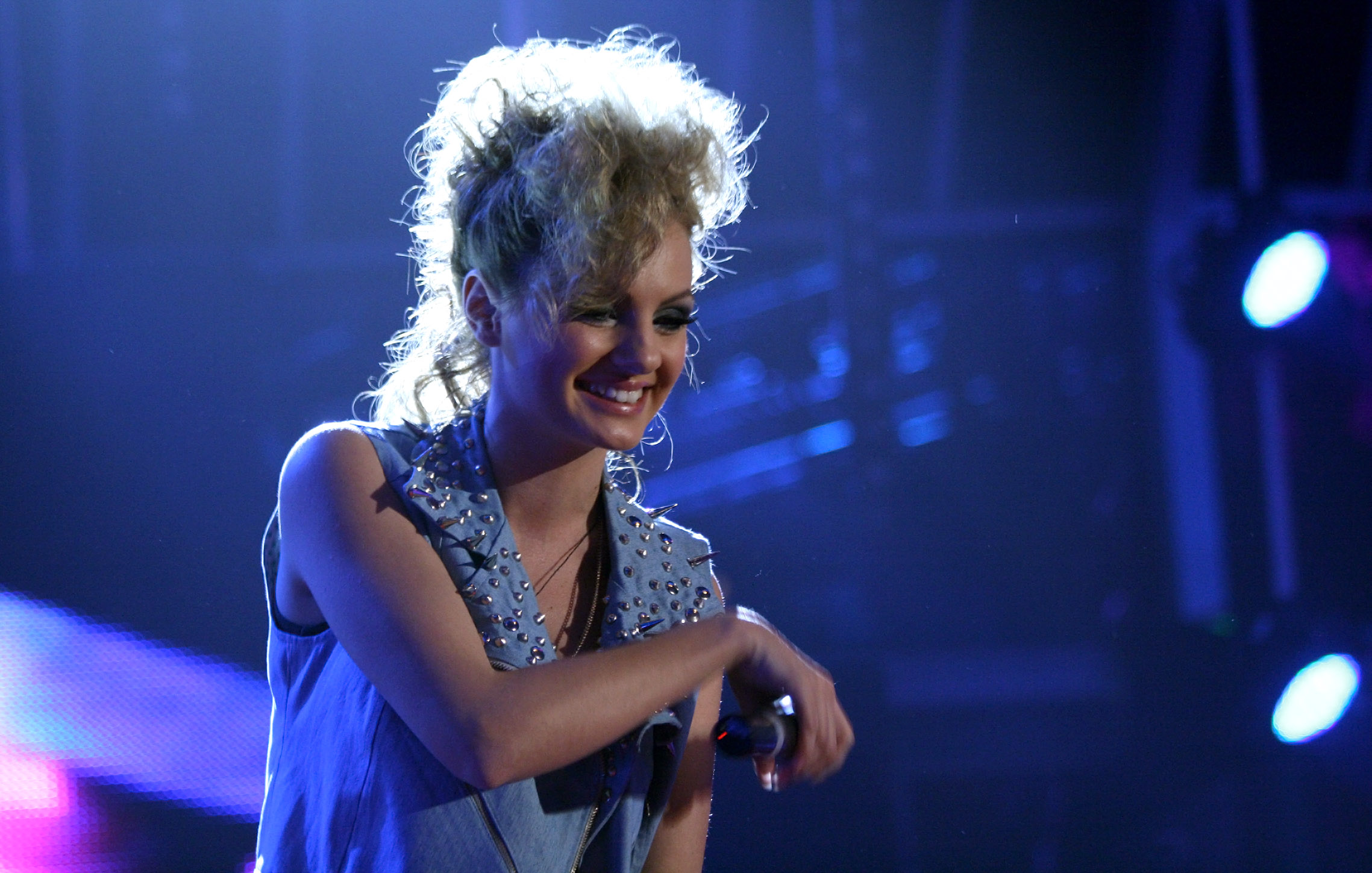
Stan aux Austrian Sports Personality of the Year Awards des Sports, en 2011.

Après le succès de Mr. Saxobeat, la chanteuse dévoile le second single de son premier album studio, Get Back (ASAP), le 19 mars de la même année, après avoir été diffusé en avant-première  sur Fun Radio le 18 mars[pertinence contestée]. Le single intègre le top 40 de Slovaquie, Pologne, Roumanie, République Tchèque, Finlande, Hongrie, Belgique, Israël et d'autres pays européens, bien qu'il peine à obtenir le succès aux États-Unis[réf. souhaitée].
Dans une interview donnée lors d'un concert en République tchèque le 15 juin, Stan annonce que l'écriture de son premier album, comprenant huit chansons originales et cinq remixes, est terminée. Le 17 juillet suivant, la chanteuse déclare que chaque chanson est inspirée d'une partie de sa vie, chacune racontant une histoire différente, et ajoute que beaucoup de genres musicaux seront présents[réf. souhaitée] dans cet album qui sort en août, intitulé Saxobeats. C'est un succès commercial au Japon, se vendant à plus de 68 000 copies de sa sortie à mai 2012. Sa promotion bénéficie de la sortie d'un dernier single, 1.000.000 en featuring avec Carlprit, qui sort en janvier 2012. Alexandra Stan remporte un prix aux European Border Breakers Awards pour son succès international, aux côtés de la chanteuse Inna[réf. souhaitée].
En juin 2013, alors que la chanteuse et Prodan voyagent en voiture entre Constanța et Valu lui Traian, ils sont stoppés par des policiers les ayant vus se battre au volant. La chanteuse est dès lors transportée à l'hôpital. Les producteurs de la chanteuse annoncent sur sa page Facebook que Stan a été impliqué dans un accident de la route, mais celle-ci apparaît ensuite à la télévision nationale roumaine, montrant de nombreuses blessures au visage, témoignant de l'agression. Elle y explique que les violences survenues entre les deux collaborateurs ont explosé après qu'elle a demandé son revenu à Prodan, s'énervant et la frappant. Stan porte plainte contre lui pour chantage et dommages corporels. Il écope finalement de sept mois de condamnation avec sursis.[pertinence contestée] À la suite de l'agression, la sortie du second album studio d'Alexandra Stan est repoussée, et la chanteuse lance une campagne contre les violences domestiques intitulée « Nu bate! Mai bine cântă! » signifiant en français « Ne frappe pas ! Chante ! ».
Avant de quitter le label, Alexandra Stan y publie une réédition exclusivement japonaise de Saxobeats, intitulée Cliché (Hush Hush), promue par la sortie de trois singles : Lemonade, certifiée or par la Federazione Industria Musicale Italiana, est choisi comme premier single. Le second est la chanson éponyme de cette réédition, Cliché (Hush Hush) et le troisième All My People. Commercialement, la réédition se positionne 53e dans l'Oricon Albums Chart, se vendant au Japon à plus de 6 100 copies.

#### 2014-2016:Unlocked,Alestaet succès au Japon

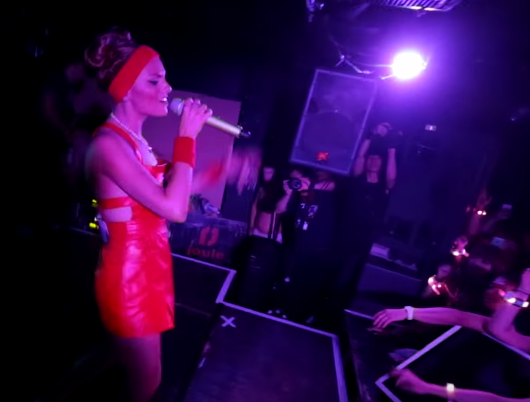
Stan en concert à Osaka, au Japon, pendant son Unlocked Tour.

En avril 2014, Alexandra Stan fait son retour dans l'industrie musicale avec ses single Thanks for Leaving et Cherry Pop en mai de la même année, qui devient la sonnerie la plus recherchée sur le service Recochoku au Japon, seulement deux heures après sa sortie[réf. souhaitée]. Dance, le troisième single extrait d'Unlocked, son second album studio, connaît également le succès au Japon et en Turquie[réf. souhaitée]. Le quatrième single s'intitule Give Me Your Everything, il sort en août, sept jours avant la sortie d'Unlocked. L'album se classe dans le top 30 du Japon, et vend 17 000 copies digitales. Afin de promouvoir ce second opus, la chanteuse visite le Japon, le Mexique, la Russie et la Turquie avec son Unlocked Tour, accompagnée du groupe de danse StanBoyz, et embarque également pour son Cherry Pop Summer Tour. L'album est également mis en avant par la sortie d'un dernier single, Vanilla Chocolat, dont une partie des paroles est chantée en français. La même année, Alexandra Stan signe un nouveau contrat chez Fonogram Records[réf. souhaitée].
En juin 2015, une collaboration entre Alexandra Stan, Inna et le chanteur américain Daddy Yankee paraît. Il s'agit de We Wanna, single qui s'inscrit dans le top 60 de nombreux pays, comme la Roumanie, l'Argentine et l'Italie. En novembre suivant, la chanteuse dévoile un nouveau single, I Did It, Mama!, qui rentre dans le top 10 en Roumanie. En mars 2016, les single Balans (avec Mohombi) et Écoute (avec Havana), partiellement interprété en français, sortent. Le même mois, le troisième album d'Alexandra Stan, Alesta, paraît. Son nom est un diminutif du nom de la chanteuse. Promu par une tournée au Japon, ce troisième opus débute 34e du Japanese Albums Chart. Alesta est également promu par la sortie de deux derniers singles, Boom Pow et 9 Lives en featuring avec Jahmmi, et par le Alesta Tour.
Plus tard dans l'année, la chanteuse collabore avec la marque de vêtements Bershka pour sa collection Alesta X Bershka, uniquement distribuée au Japon[réf. souhaitée], et rejoint le groupe G Girls, aux côtés des chanteuses Antonia, Inna et Lori. Alexandra Stan quitte le groupe après la sortie de leur premier single Call the Police, expliquant que le but des G Girls est de renouveler le groupe fréquemment[réf. souhaitée]. Elle est remplacée par la chanteuse Lariss.

#### 2017-présent: Indépendance et quatrième album studioMami
En juin 2017, Stan interagit avec son public via un live Facebook où elle annonce que le premier single de son quatrième album studio, temporairement appelé AS4, paraîtra le lendemain, accompagné de son vidéoclip. Boy Oh Boy, qui sort le 30 juin, est le premier single que la chanteuse sort indépendamment, sous son propre label, Alexandra Stan Records. Le second single de l'album, Noi 2, sort en août. Le single est la première chanson de Stan en tant qu'artiste principale à être entièrement interprétée en roumain. Le troisième extrait de l'album s'intitule Save the Night, en featuring avec le disc-jokey et chanteur roumain Monoir. Il sort en septembre de la même année.
En octobre, le film japonais Miko Chaken est diffusé en avant-première au 30e Tokyo International Film Festival. Le morceau d'ouverture du film, Favorite Game, est interprété par Stan, et est d'après la rumeur censé figurer sur AS4. D'autres noms de chansons ont déjà été annoncé : Oulala interprété en français, Bubblin' et Make Your Shine.
En parallèle, la chanteuse travaille sur sa propre ligne de vêtements du nom de STAN by Alexandra Stan, dont elle publie des photographies sur un compte Instagram qui y est dédié.

### Vie privée

#### Vie sentimentale
La chanteuse a entretenu une relation avec l'acteur et musicien Dorian Popa à l'âge de 16 ans, avant qu'ils ne se quittent après un adultère. Durant la collaboration entre Prodan et Stan, celui-ci a avoué que leur relation était plus que professionnelle, ce que la chanteuse dément. 
En 2016, elle dit pendant une interview avoir été en couple avec Bogdan Stăruială depuis 2014 — relation qui, selon elle, est basée sur la confiance mutuelle et la communication.

#### Religions
Stan a déclaré croire en Dieu et avoir ses propres principes religieux, se décrivant comme une Chrétienne non-traditionnelle.

#### Autres
Durant un live Facebook en septembre 2017, la chanteuse confie avoir suivie une thérapie pour la soigner de stress post-traumatique et de son manque de confiance en soi pendant sa jeunesse, après avoir été la victime de harcèlement scolaire par ses camarades de classe. Elle avoue par la même occasion avoir eu plusieurs expériences lesbiennes dans le passé.

## Styles musicaux et influences

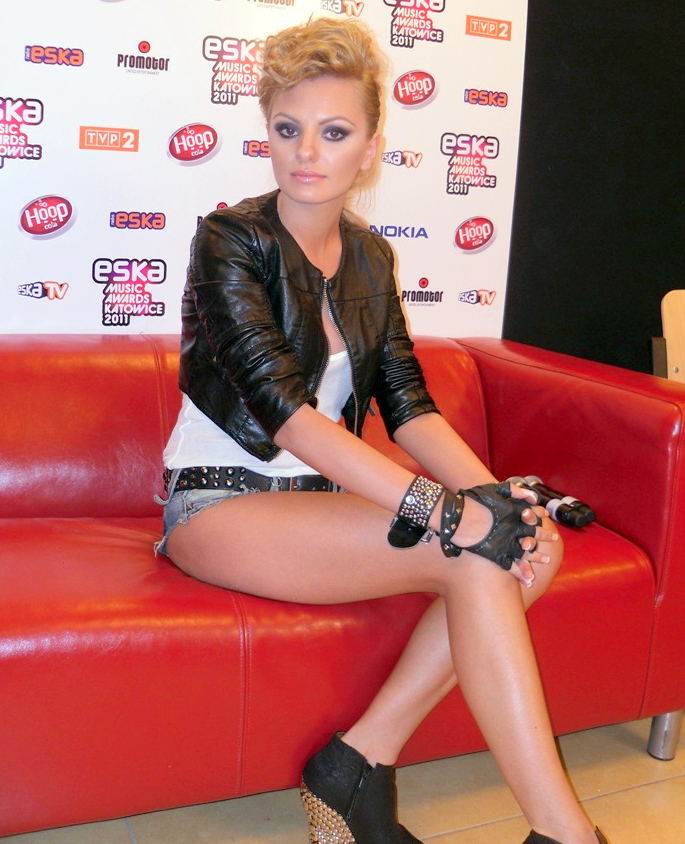
Stan lors d'une interview aux Eska Music Awards de 2011.

Le premier album studio de Stan, Saxobeats, contient les genres musicaux suivants : Hi-NRG, dance, électronique, house, et de l'Eurodance accompagné de saxophone dans certains titres. Unlocked propose des éléments de dance, de techno, de pop et de R&B, une évolution que le critique musical Umberto Olivio acclame. L'album contient également le single Thanks for Leaving, la première ballade de Stan. Cherry Pop, quant à lui, emploie un style J-pop, que Stan dit trouver énergétique et positif, ce qui lui plaît.
Durant une interview aux European Border Breakers Awards 2012, la chanteuse confesse que la diversité des nationalités présentes dans sa ville natale, Constanța, a influencé sa musique. Pendant une autre interview, elle cite Michael Jackson, Madonna, Adele, Rihanna, David Guetta, Sia et Robbie Williams comme influences, ainsi que Sting et Coldplay durant une autre interview. Stan exprime également son intérêt pour le saxophone, un instrument fréquemment utilisé dans sa région d'origine. Son utilisation dans les morceaux de la chanteuse était, à ses débuts, vu comme sa marque de fabrique. Interviewée par ses fans brésiliens, Stan dit vouloir collaborer avec la chanteuse Anitta, qu'elle aime écouter Zedd pour se détendre, et qu'elle est fanatique d'Olly Alexander du groupe Years & Years, de J. Balvin, Camila Cabello et Alex Mill.

## Discographie

### Albums studios
- 2011 : Saxobeats
- 2014 : Unlocked
- 2016 : Alesta
- 2018 : Mami
- 2022 : Rainbows
- 2024 : Energia ta

### Rééditions
- 2013 : Cliché (Hush Hush) (réédition de Saxobeats)

### Singles

#### En tant qu'artiste principale
Saxobeats
- 2009 : Lollipop (Param Pam Pam)
- 2010 : Mr. Saxobeat
- 2011 : Get Back (ASAP)
- 2012 : 1.000.000 (ft. Carlprit)

Cliché (Hush Hush)
- 2012 : Lemonade
- 2012 : Cliché (Hush Hush)
- 2013 : All My People

Unlocked
- 2014 : Thanks for Leaving
- 2014 : Cherry Pop
- 2014 : Dance
- 2014 : Give Me Your Everything
- 2014 : Vanilla Chocolat (ft. Connect-R)

Alesta
- 2015 : We Wanna (with Inna ft. Daddy Yankee) (figure également sur Unlocked)
- 2015 : I Did It, Mama!
- 2016 : Balans (ft. Mohombi)
- 2016 : Écoute (ft. Havana)
- 2016 : Boom Pow
- 2017 : 9 Lives (ft. Jahmmi)

Mami
- 2017 : Boy Oh Boy
- 2017 : Noi 2
- 2018 : Mami

#### En tant qu'artiste invitée
- 2010 : Hi-Q - Mor de dor
- 2013 : Follow Your Instinct - Baby, It's OK (figure également sur Alesta)
- 2014 : Trupa Zero - Inimă de gheață
- 2014 : Dj Andi - Set Me Free
- 2015 : Dorian - Motive (figure également sur Alesta)
- 2016 : Criss Blaziny - Au gust zilele
- 2016 : Whitesound - Ciao
- 2017 : Alex Parker - Synchronize[3]
- 2017 : Alex Muñiz - Siempre Tú
- 2017 : Monoir - Save the Night (figure également sur AS4)
- 2018 : 8KO - Ocean

## Tournées
- 2014 : Cherry Pop Summer Tour
- 2014 : Unlocked Tour
- 2016 : Alesta Tour

## Prix et nominations

### Romanian Music Awards
| Année | Travail nommé  | Catégorie                  | Résultat   |
| ----- | -------------- | -------------------------- | ---------- |
| 2011  | Alexandra Stan | Meilleure Artiste Féminine | Nomination |
| 2011  | Mr Saxobeat    | Meilleure Chanson          | Lauréat    |
| 2011  | Mr Saxobeat    | Meilleure Chanson Dance    | Nomination |
| 2011  | Alexandra Stan | Border Breaker             | Lauréat    |

### European Border Breaker Awards
| Année | Travail nommé  | Catégorie                     | Résultat |
| ----- | -------------- | ----------------------------- | -------- |
| 2012  | Alexandra Stan | Border Breaker de la Roumanie | Lauréat  |

### MTV EMA
| Année | Travail nommé  | Catégorie    | Résultat   |
| ----- | -------------- | ------------ | ---------- |
| 2011  | Alexandra Stan | Romanian Act | Lauréat    |
| 2011  | Alexandra Stan | European Act | Nomination |

### World Top DJs Awards
| Année | Travail nommé  | Catégorie                   | Résultat |
| ----- | -------------- | --------------------------- | -------- |
| 2011  | Alexandra Stan | Middle East's Most Favorite | Lauréat  |